# Prays ruficeps
Prays ruficeps ist ein Schmetterling (Nachtfalter) aus der Familie der Gespinst- und Knospenmotten (Yponomeutidae). Eine deutsche Bezeichnung ist für die Art nicht gebräuchlich.

## Merkmale
Die Falter erreichen eine Flügelspannweite von 14 bis 17 Millimetern. Die Vorderflügel sind graubraun beschuppt, der Kopf ist ockerfarben.

### Ähnliche Arten
- Prays fraxinella

## Lebensweise
Im Gegensatz zu Prays fraxinella ist Prays ruficeps weniger häufig, die Raupen leben nur in den Knospen der Gemeinen Esche (Fraxinus excelsior).

## Synonyme
Prays ruficeps ist in der Literatur auch unter folgenden Synonymen bekannt:
- Oecophora ruficeps Heinemann, 1854[1]
- Prays rustica Haworth, 1828, nom. praeocc.[2]
- Prays simplicella Herrich-Schäffer, 1855[2]